# Armeniens volleybollförbund
Armeniens volleybollförbund är idrottsförbundet för volleyboll, beachvolley och snowvolley i Armenien. Det har sitt säte i Jerevan.
Förbundet är anslutet till CEV (sedan 1992) och FIVB. Förbundet har 1 200 licenserade damspelare och 1 700 licenserade herrspelare, fördelade på 33 volleybollag och 52 beachvolleylag.